# Christopher Glombard
Christopher Glombard (Montreuil, 5 giugno 1989) è un calciatore francese, difensore o centrocampista del Bassin d'Arcachon.

## Carriera
Nella stagione 2012-2013 ha disputato 27 incontri in Ligue 1 con la maglia del Stade Reims.